# Лобелин
Лобелинът е химично съединение с формула C22H27NO2, алкалоид, който действа подобно на никотина върху никотиновите холинергични рецептори, но е с по-малка потентност. Намира различни терапевтични приложения – при респираторни проблеми, заболявания на периферните кръвоносни съдове, безсъние и като помощно средство при спиране на тютюнопушенето.
Количеството лобелин, необходимо, за да се извлекат терапевтичните ползи, е близко до отровната доза (8 mg), която може да доведе до тежки странични ефекти като гадене, повръщане, конвулсии и дори смърт.